# Cyperus pentabracteatus
Cyperus pentabracteatus är en halvgräsart som beskrevs av Ethirajalu Govindarajalu och Koppula Hemadri. Cyperus pentabracteatus ingår i släktet papyrusar, och familjen halvgräs. Inga underarter finns listade i Catalogue of Life.